# Alfred Meyer (peintre)
Pour les articles homonymes, voir Alfred Meyer (homonymie) et Meyer.
 Alfred Meyer est un peintre, émailleur d'art et céramiste français né le 22 juillet 1832 à Paris, où il est mort le 2 mai 1904. Essentiellement émailleur d'art, aquarelliste, céramiste, il a été Invité à rejoindre les  impressionnistes pour leur  première exposition en 1874 chez Nadar. Il n'a cependant pas suivi le courant des impressionnistes, gardant son style parfois très classique pour les peintures, mais très original dans les œuvres d'art décoratif, ce qui lui a valu d'être exposé au Salon de Paris dès  1863.

## L'émailleur d'art
Il est avant tout céramiste et peintre-émailleur, et c'est à ce titre qu'il participe à la première exposition des peintres impressionnistes chez Nadar en 1874. À partir de  1858 jusqu'en 1871, il travaille à la manufacture nationale  de Sèvres. C'est un technicien très savant qui redécouvre les procédés des émailleurs limousins du Moyen Âge. Il est encore professeur à l'école Bernard-Palissy de Paris et il publie L'Art de l'émail de Limoges.

## L'œuvre
Alfred Meyer est l'élève de François-Édouard Picot puis de Émile Lévy, son activité d'émailleur ne l'empêche pas de peindre, dans le style de la peinture de genre qui n'a pas le moindre rapport avec l'impressionnisme. Son originalité réside dans ses émaux dont il a présenté des pièces au Salon de peinture et de sculpture de 1870, et deux autres au Salon de 1869, pièces qu'il présente de nouveau à l'exposition impressionniste sous les numéros 89, 90, 91 et 91 bis

## Ses œuvres à la première exposition impressionniste de 1874
Son invitation à l'exposition impressionniste de 1874 s'explique par la volonté de montrer aux critiques d'art que ce nouveau salon n'était pas une nouvelle édition du salon des refusés. Citation|Pourquoi demander à Louis Debras de les rejoindre? ou à Émilien Mulot-Durivage, ou Léo-Paul Robert? ou Alfred Meyer, qui a de plus été médaillé au salon de 1866 ? Rallier des artistes comme eux, c'est montrer (...) que l'on ne propose pas une nouvelle édition du salon des refusés (...) dans l'espoir de rencontrer plus d'indulgence (à la critique et à la presse). C'était en tout cas l'avis d'Edgar Degas, qui souhaitait un éventail d'artistes le plus large possible contrairement à Claude Monet qui souhaitait un nombre d'artistes restreint pour bien définir l'objectif des impressionnistes. Cette question sera d'ailleurs à l'origine de querelles permanentes au sein de la société anonyme des artistes peintres, sculpteurs et graveurs, et à l'occasion des huit expositions qu'elle va organiser.
En 1874, il présente les œuvres suivantes : N°87 : Étienne Marcel, prévôt des marchands  émail -  N°88  Doña María Pacheco  émail  -  N° 89 Le Firmanent, émail -  N°90 Figure d'après Raphaël émail  -  N° 91 Figure d'après Raphaël 2 , émail  - N° 91 bis :  Idylle émail